# Normalherstellungskosten
Normalherstellungskosten (NHK) oder gewöhnliche Herstellungskosten werden zur Ermittlung des Sachwertes eines Gebäudes benötigt.
Die gewöhnlichen Herstellungskosten können im Normalfall aus den Projektunterlagen entnommen werden. Sind diese Herstellungskosten nicht mehr bekannt, müssen die historischen Normalherstellungskosten ermittelt werden. Zur Ermittlung dieser historisch angefallenen Herstellungskosten (§ 21 Abs. 4 WertV) gibt es Baukostentabellen. Diese geben die durchschnittlichen Baukosten (Normalherstellungskosten) an, die für einen bestimmten Gebäudetyp pro m² Fläche anzusetzen sind.
Durchgesetzt haben sich mittlerweile die Normalherstellungskosten 1995 (NHK 95), die zwischenzeitlich durch die Normalherstellungskosten 2010 (NHK 2010) ersetzt wurden. Gegenüber den NHK 95 wurden einige Gebäudetypen neu aufgenommen, die DM-Werte durch €-Werte ersetzt, und der Umsatzsteuersatz von 15 % auf 16 % angepasst. Der aktuelle Mehrwertsteuersatz von 19 % wird im weiteren Verfahren durch den Baupreisindex berücksichtigt. Außerdem wurde als Bezugsgrundlage weitgehend auf die Brutto-Grundfläche nach DIN 277 (1987) umgestellt.
Historische Normalherstellungskosten können auch aus folgenden Tabellen entnommen werden:
- Richtlinien für die Bewertung des Grundvermögens (BewRGr), herausgegeben vom Bundesministerium für Finanzen
- Tabellen zur Ermittlung des Neubauwertes von Gebäuden (Ross/Brachmann/Holzner)
- Tabellen von Rößler/Langner/Simon/Kleiber (Schätzung und Ermittlung von Grundstückswerten)
- Vogels Tabellen (Grundstücks- und Gebäudebewertung marktgerecht)
- Tabellen von Thormählen (Baurichtwerte zur Ableitung des Herstellungswertes von Gebäuden)
- BKI - Baukosten 2007 (Baukosteninformationszentrum Deutscher Architektenkammern)

Der Begriff wird mit dieser Bedeutung nur im Bauwesen benutzt. In der Kostenrechnung findet er keine Verwendung.

## Allgemeines
Die NHK 2010 enthalten neben den Kostenkennwerten weitere Angaben zu der jeweiligen Gebäudeart, wie Angaben zur Höhe der eingerechneten Baunebenkosten, teilweise Korrekturfaktoren sowie teilweise weitergehende Erläuterungen. Die Kostenkennwerte der NHK 2010 sind in Euro/m² Brutto-Grundfläche (€/m² BGF) angegeben. Sie erfassen die Kostengruppen 300 und 400 der DIN 276-11:2006. In ihnen sind die Umsatzsteuer und die üblichen Baunebenkosten (Kostengruppen 730 und 771 der DIN 276) eingerechnet. Sie sind bezogen auf den Kostenstand des Jahres 2010 (Jahresdurchschnitt).